# 원전에너지
원전에너지는 1982년부터 1998년까지 존재했던 대한민국의 정유회사이다.